# Николс, Марисоль
Марисо́ль Ни́колс (англ. Marisol Nichols, род. 2 ноября 1973) — американская актриса, наиболее известная по ролям в телесериалах «24», «Врата», «Благочестивые стервы» и «Ривердейл».

## Ранние годы
Марисоль Николс родилась в окрестностях Роджерс Парк в Чикаго. Её отец румынского и венгерского происхождения, а мать испанского и мексиканского. Она выросла в Нэпервилле, штат Иллинойс. Училась в Колледже Нейпервилля DuPage в Глене Эллине.

## Карьера
Она начала свою карьеру с эпизодических ролей в телесериалах, таких как «Строго на юг» и «Беверли-Хиллз, 90210». В 1997 году она дебютировала в кино в фильме «Каникулы в Вегасе» с Чеви Чейзом. Она также снялась в фильмах «Крик 2», «Не могу дождаться», «Мафия Джейн Остин!», «Клёвый парень», «Дорога домой», «Дом большой мамочки 2», «Операция «Дельта-фарс»» и «Преступник».
На телевидении она известна по роли специального агента Нади Ясиры в сериале «24». Она также появилась в эпизодах сериалов «Друзья», «C.S.I.: Место преступления», «Закон и порядок: Специальный корпус», «Части тела» и «Зачарованные».
В 2010 году у неё была главная роль в сериале «Врата», который был закрыт после одного сезона. В 2012 году она исполнила одну из главных ролей в сериале канала ABC «Благочестивые стервы».

## Личная жизнь
В 1995—1998 годы Николс была замужем за костюмером, парикмахером и визажистом Андреа Форрентино. С 13 апреля 2008 года она замужем за режиссёром Тароном Лекстоном, от которого у неё есть дочь — Рейн Индия Лекстон (род. 30.09.2008). 7 ноября 2018 года Николас подала на развод с Лекстоном после десяти лет брака, формально расставшись двумя годами ранее. В настоящее время проживает в Лос-Анджелесе, штат Калифорния.
Николс является активной последовательницей саентологии, участвуя в её различных социальных программах. Она стала саентологом после того, как мануальный терапевт привёл её в Центр знаменитостей в Лос-Анджелесе.

## Избранная фильмография
| Год       |     | Русское название                    | Оригинальное название             | Роль                             |
| --------- | --- | ----------------------------------- | --------------------------------- | -------------------------------- |
| 1996      | с   | Мои парни                           | My Guys                           | Анджела                          |
| 1996      | с   | Строго на юг                        | Due South                         | Мелисса                          |
| 1996      | с   | Беверли-Хиллз, 90210                | Beverly Hills, 90210              | Венди Стивенс                    |
| 1997      | тф  | Смертельные соперницы               | Friends 'Til the End              | Элисон                           |
| 1997      | с   | Скорая помощь                       | ER                                | Энджи                            |
| 1997      | ф   | Каникулы в Вегасе                   | Vegas Vacation                    | Одри Грисволд                    |
| 1997      | с   | Диагноз: убийство                   | Diagnosis: Murder                 | Салли Тремонт                    |
| 1997      | ф   | Крик 2                              | Scream 2                          | Дони                             |
| 1998      | с   | Сибилл                              | Cybill                            | Клерк книжного магазина          |
| 1998      | ф   | Не могу дождаться                   | Can’t Hardly Wait                 | поклонница                       |
| 1998      | ф   | Мафия!                              | Jane Austen’s Mafia!              | Карла                            |
| 1999      | ф   | Как сделать из жены чудовище        | The Sex Monster                   | Люсия                            |
| 1999      | ф   | Клёвый парень                       | Bowfinger                         | молодая актриса на прослушивании |
| 1999      | с   | Выбывший из игры                    | Odd Man Out                       | Лорен                            |
| 1999      | с   | Парень познаёт мир                  | Boy Meets World                   | Келли                            |
| 2000      | с   | Малкольм и Эдди                     | Malcolm & Eddie                   | Келли                            |
| 2000      | тф  |                                     | The Princess & the Barrio Boy     | Сирена Гарсия                    |
| 2000—2002 | с   | Бульвар воскрешения                 | Resurrection Blvd.                | Виктория Сантьяго                |
| 2001      | тф  | Принцесса и моряк                   | The Princess & the Marine         | Мириам Аль-Халифа                |
| 2001      | кор | Три в одном                         | Laud Weiner                       | ассистентка Лода                 |
| 2002      | с   | Шпионка                             | Alias                             | Ребекка Мартинес                 |
| 2002      | с   | Сумеречная зона                     | The Twilight Zone                 | Сержант Джоан Ярроу              |
| 2003      | с   | Женская бригада                     | The Division                      | Рошель                           |
| 2003      | с   | Друзья                              | Friends                           | Оливия                           |
| 2003      | ф   | Дорога домой                        | The Road Home                     | Стефани                          |
| 2003      | с   | C.S.I.: Место преступления          | CSI: Crime Scene Investigation    | Джейн                            |
| 2003      | с   | Закон и порядок: Специальный корпус | Law & Order: Special Victims Unit | Беттина Амадор                   |
| 2003      | с   | Части тела                          | Nip/Tuck                          | Антония Рамос                    |
| 2003      | с   | Зачарованные                        | Charmed                           | Бьянка                           |
| 2004      | тф  | Национальная безопасность           | Homeland Security                 | агент Джейн Фалбер               |
| 2004      | с   | Детектив Раш                        | Cold Case                         | Элиса                            |
| 2005      | с   | Слепое правосудие                   | Blind Justice                     | Детектив Карен Бетанкур          |
| 2006      | ф   | Дом большой мамочки 2               | Big Momma’s House 2               | Лилиана Моралес                  |
| 2006      | с   | По справедливости                   | In Justice                        | Соня Кинтано                     |
| 2007      | ф   | Операция «Дельта-фарс»              | Delta Farce                       | Мария                            |
| 2007      | с   | 24 часа                             | 24                                | Надя Ясир                        |
| 2008      | кор | Пронзенный                          | Struck                            | Ассистентка Лода                 |
| 2008      | ф   | Преступник                          | Felon                             | Лаура Портер                     |
| 2009      | с   | Жизнь как приговор                  | Life                              | Уитни Паксман                    |
| 2009      | с   | Шторм                               | The Storm                         | Девон Уильямс                    |
| 2010      | с   | Врата                               | The Gates                         | Сара Монохэн                     |
| 2010      | с   | Морская полиция: Лос-Анджелес       | NCIS: Los Angeles                 | Трейси Келлер                    |
| 2012      | с   | Благочестивые стервы                | GCB                               | Хизер Крус                       |
| 2015      | с   | Мыслить как преступник              | Criminal Minds                    | агент Натали Колфакс             |
| 2015—2016 | с   | Волчонок                            | Teen Wolf                         | Коринн                           |
| 2017—2022 | с   | Ривердейл                           | Riverdale                         | Гермиона Лодж                    |
| 2018      | ф   | Эль Кукуй: Бугимен                  | Cucuy: The Boogeyman              | Ребекка Мартин                   |
| 2020      | с   | Мой шумный дом                      | The Loud House                    | директор Рамирес                 |
| 2020      | тф  | Холли и Айви                        | Holly & Ivy                       | Нина                             |
| 2021      | ф   | Пила: Спираль                       | Spiral                            | капитан Энджи Гарза              |
| 2021      | ф   | Директор Рождество                  | Christmas CEO                     | Christmas Winnacker              |
| 2022      | ф   | Второй шанс на Рождество            | We Wish You a Married Christmas   | Бекка                            |
| 2022      | ф   | Дублёр                              | The Valet                         | Изабелла                         |